# امبر هرد
اَمبِر لارا هِرد (انگلیسی: Amber Laura Heard؛ زادهٔ ۲۲ آوریل ۱۹۸۶) بازیگر آمریکایی است. او اولین بازی خود را در سال ۲۰۰۴ در درام ورزشی چراغ‌های جمعه‌شب انجام داد. پس از نقش‌های کوچک در سرزمین شمالی و آلفا داگ، اولین نقش اصلی خودش را در فیلم همه پسران عاشق ماندی لین (۲۰۰۶) به نمایش گذاشت.
دستیابی به موفقیت برای او در سال ۲۰۰۸ و با ایفای نقش در فیلم‌های عقب‌نشینی هرگز و پاین‌اپل اکسپرس حاصل شد. او جایزهٔ پیشرفت را در جوایز جوان هالیوود دریافت کرده‌است. حضور او در فیلم‌هایی مانند خبرچینان، ناپدری، سرزمین زامبی‌ها و جونزها توجه بیشتری را برای او به ارمغان آورد، بازی بعدی او در فیلم جان کارپنتر به نام نگهبان بود. او در فیلم رانندگی جنون در کنار نیکلاس کیج همبازی بود و در فیلم خاطرات عجیب و غریب در کنار جانی دپ به ایفای نقش پرداخت که به دنبال آن برندهٔ جایزهٔ ویژه در جشنواره فیلم هالیوود شد. در سال ۲۰۱۴ در فیلم ۳ روز برای کشتن ظاهر شد و در سال ۲۰۱۵ در فیلم مایک جادویی ایکس‌ایکس‌ال و دختر دانمارکی بازی کرد. هرد همچنین در فیلم‌های لیگ عدالت (۲۰۱۷) از زک اسنایدر، و آکوامن (۲۰۱۸) از جیمز وان نقش شخصیت ابرقهرمان مرا را ایفا کرده‌است.
هرد در فعالیت‌های اجتماعی برای مواردی همچون حقوق دگرباشان جنسی از جمله حقوق دگرباشان در کشورهای گوناگون مشارکت دارد و طرفدار اسکان بشریت است، همچنین وی عضو دختر برتر، یک کمپین از بنیاد سازمان ملل، هنر بهشت و عفو بین‌الملل می‌باشد.
هرد در فیلم خاطرات رام (۲۰۱۱) با جانی دپ آشنا شد و چهار سال بعد در ۲۰۱۵ ازدواج کردند. طلاق آنها در ۲۰۱۷ توجه رسانه‌ها را به خود جلب کرد چرا که هرد ادعا کرده بود که دپ او را از لحاظ فیزیکی و لفظی، آزار داده‌است. در سال ۲۰۱۸، دپ از روزنامه د سان به دلیل افترا شکایت کرد و هرد را به سوءاستفاده متهم کرد؛ دپ این پرونده را در انگلستان در سال ۲۰۲۰ باخت. دپ در اوایل سال ۲۰۱۹ از هرد به دلیل افترا به دلیل مقاله‌ای که هرد در مورد آزار خانگی در واشینگتن پست نوشته بود، شکایت کرد. در سال ۲۰۲۰، هرد یک شکایت متقابل علیه دپ تنظیم کرد. محاکمه دپ در برابر هرد، که در ویرجینیا برگزار شد، از آوریل تا ژوئن ۲۰۲۲ ادامه یافت و مورد پوشش رسانه‌ای شدید قرار گرفت. محاکمه زمانی به پایان رسید که هرد در هر سه اتهام مسئول شناخته شد و به پرداخت ۱۰ میلیون دلار غرامت و ۵ میلیون دلار مجازات محکوم شد که دومی مطابق با قانون ویرجینیا به ۳۵۰٬۰۰۰ دلار کاهش یافت. هرد تنها در یکی از سه مواردش برنده شد و ۲ میلیون دلار غرامت دریافت کرد.

## اوایل زندگی
او متولّد آستین، تگزاس است. مادرش پاتریشیا پیج، یک محقق اینترنتی بود و پدرش دیوید کلینتون هرد، صاحب یک شرکت ساختمانی کوچک است. او یک خواهر کوچکتر به نام ویتنی دارد. این خانواده در خارج از آستین زندگی می‌کردند. پدر هرد در اوقات فراغت خود با اسب‌ها سر و کار داشت لذا اَمبر در کنار پدرش با سوارکاری، شکار و ماهیگیری بزرگ شد. او همچنین در مراسم بالماسکه شرکت می‌کرد. وقتی هرد ۱۶ ساله بود، بهترین دوستش در تصادف اتومبیل جان باخت. هرد، که کاتولیک بزرگ شد، بعداً خود را ملحد و بی‌دین اعلام کرد. در همان زمان، او شروع به خواندن کتاب‌هایی از نویسندگانی مانند آین رند، ری بردبری و جورج اورول کرد که باعث زیر سؤال بردن جامعه اطراف خود شد. در ۱۷ سالگی، او دیگر احساس راحتی در تگزاس را نداشت و از دبیرستان کاتولیک خود خارج شد تا به نیویورک سیتی منتقل شود. وی سرانجام از طریق یک دوره تحصیل در خانه دیپلم دریافت کرد. در نیویورک، وی از طریق مدلینگ، معاشش را تأمین کرد، اما خیلی زود به لس آنجلس رفت تا حرفه بازیگری را دنبال کند.

## زندگی شخصی
اَمبر در مصاحبه‌ای مربوط به سال ۲۰۰۸ میلادی اظهار داشت که ندانم‌گرا است. او همچنین به زبان اشاره آمریکایی تسلط کامل دارد.
امبر هرد دوجنس‌گرا است، هرد از سال ۲۰۰۸ تا ۲۰۱۲ با عکاس زنی به نام تاسیا ون ری در رابطه عاشقانه بود او به شکل رسمی و عمومی در بیست‌پنجمین رویداد سالانه اتحاد همجنس‌گرایان علیه افترا در سال ۲۰۱۰ شرکت جست. اَمبر هرد اظهار داشت که؛ من خودم را به جنبش یا فرد خاصی نمی‌چسبانم، من با مردان و در حال‌حاضر یک زن، روابط موفقی داشته‌ام. او ادامه می‌دهد که من عاشق کسی می‌شوم که بخواهم عاشقش شوم. چنین شخصی‌ست که اهمیت دارد هنگامی که از تصمیمش برای بیرون‌آمدن در چنین رویدادی سؤال گردید پاسخ گفت که؛ وقتی به نقش خودم در رسانه نگاه می‌کنم، ناخواسته یک سؤال مهم را همیشه از خودم می‌پرسم که آیا من نقشی در این معضل دارم؟ و من فکر می‌کنم خیل عظیمی از افراد سخت‌کوش، مالیات‌دهندگان آمریکایی از حقوق خود محروم شده و برابری‌شان سلب می‌گردد، آنجاست که باید از خودتان بپرسید که چه عواملی مسبب چنین همه‌گیری محسوب می‌شوند.

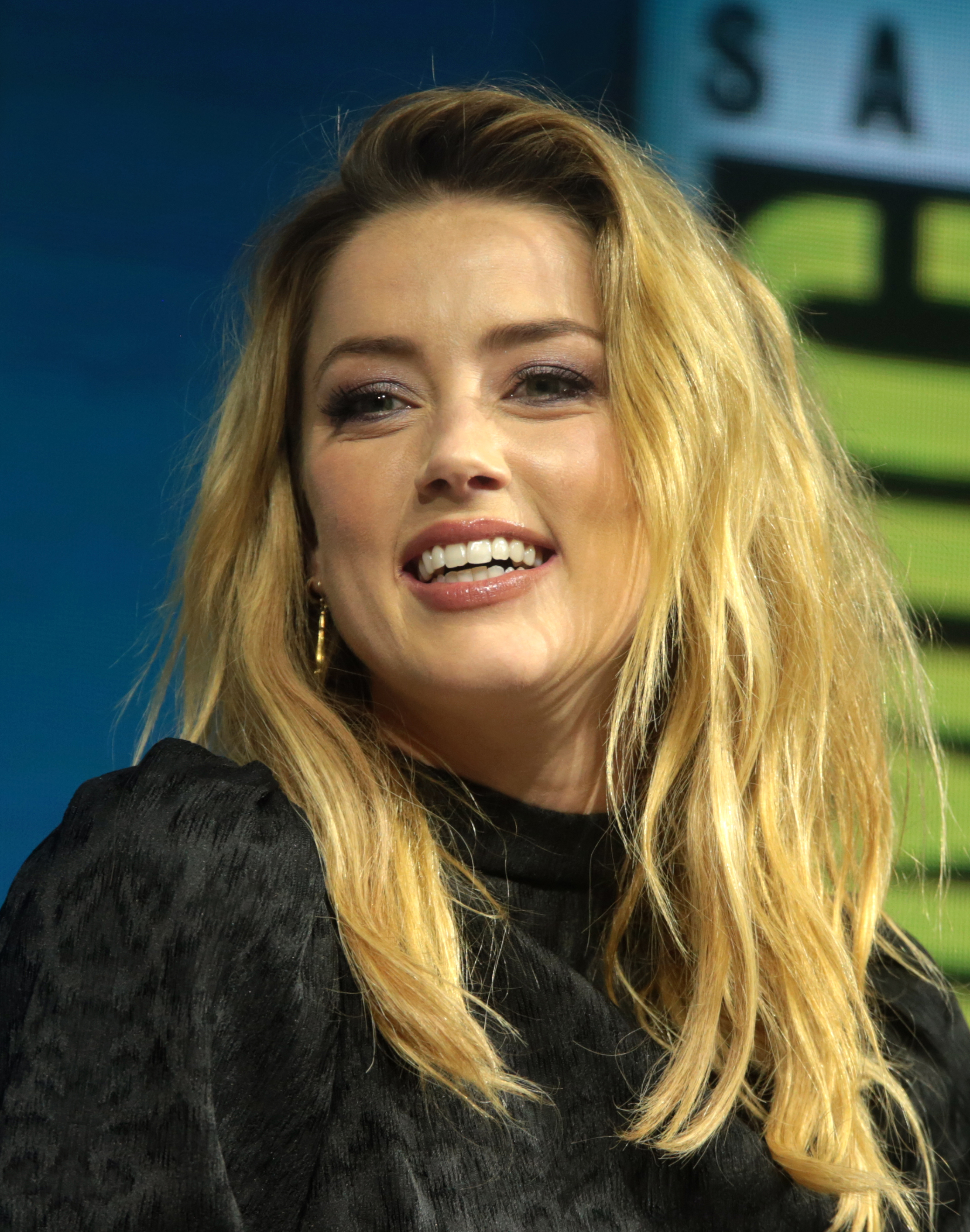
اَمبر هرد در کامیک کان سن دیگو

در سال ۲۰۰۹ هرد به جرم اعمال خشونت در واشینگتن بازداشت‌شد. گفته شده که وی باعث چنگ‌انداختن و مصدوم نمودن بازوی تاسیا ون ری گردیده‌است. در نهایت ماجرا، هیچ اتهامی علیه او وارد نشد و پلیس پس از درخواست به شکل قانونی سوابق دستگیری را در سال ۲۰۱۱ حذف کرد هر چند، دادگاه شهرستان کینگ، واشینگتن سوابق در رابطه با این خشونت را حفظ نموده‌است. در سال ۲۰۱۶ وان ری در مصاحبه‌ای عمومی ضمن دفاع از هرد اذعان داشت که؛ اَمبر کاملاً به‌اشتباه باعث بروز چنین رویدادی شده‌است و سوء تفسیر از چنین ماجرایی باعث بروز احساسات تنش‌زا گردیده‌است. در سال ۲۰۱۴، اَمبر یکی از قربانیان پرونده و ماجرای افشای آی‌کلاد از چهره‌های سرشناس بود که در آن، تصاویر برهنه وی بدون رضایت هک و توزیع شد. او پس از طلاق خود از جانی دپ، با ایلان ماسک، از کارآفرینان مشهور برای چند ماه تا اوایل سال ۲۰۱۸ در رابطه بود.

### ازدواج
هرد در حالی که در سال ۲۰۱۱ فیلمبرداری خاطرات عجیب و غریب را انجام می‌داد، با جانی دپ آشنا شد و سال بعد آنها زندگی با یکدیگر را آغاز کردند. آنها در یک مراسم خصوصی مدنی در خانه خود در لس آنجلس در ۳ فوریه ۲۰۱۵ ازدواج کردند.
طلاق هرد و دپ، در ژانویه ۲۰۱۷ نهایی شد و دپ موافقت کرد که ۷ میلیون دلار به امبر هرد بپردازد و نگهداری از دو سگ این زوج به امبر هرد سپرده شود. هرد اعلام کرده که این پول را به دو سازمان خیریه اهدا می‌کند. دادگاه بعدی این دو، در آوریل ۲۰۲۲ برگزار شد.

## حواشی
داستان زندگی اَمبر هرد و جانی دپ به مدت ۱۵ ماه همانند داستان‌های تخیلی هالیوود بود. رسوایی‌های ایجاد شده پیرامون رابطه آن‌ها زندگی‌شان را به قصه‌های فیلم‌های رمانتیک شبیه کرده بود، نه زندگی واقعی.
برای مثال، در سال ۲۰۱۵ اَمبر هرد به استرالیا رفت تا همسرش را که بر پروژه فیلم «دزدان دریایی کارائیب» فعالیت می‌کرد، ملاقات کند. او دو سگ یورکشایر تریر نیز به همراه داشت. طبق قوانین استرالیا ورود حیوانات به این کشور مقررات سفت و سختی دارد. مقامات کشور خواستار قرنطینه اجباری این حیوانات بودند که دلیلش طبیعت خاص این قاره بود. اَمبر به همراه داشتن این سگ‌ها را تکذیب کرد و آن‌ها را قرنطینه نکرد؛ اما تصاویر سگ‌های او در صفحات اجتماعی و اینستاگرام دیده شد. طبق قوانین استرالیا این بازیگر باید ۱ میلیون دلار پرداخت می‌کرد و تا ده سال به زندان می‌رفت. البته همسرش از او حمایت کرد. جانی دپ رسوایی به راه انداخت و گفت که وزیر کشاورزی استرالیا مانند کسی است که مغزش از گوجه فرنگی تشکیل شده. درنتیجه این صحبت‌ها رسوایی بین‌المللی ایجاد شد و اَمبر هرد توانست با پرداخت جریمه از زندان رهایی یابد. این زوج همچنین مجبور شدند از دولت استرالیا عذرخواهی کنند.
اما در سال ۲۰۱۶ داستان عاشقانه آن‌ها به پایان رسید. این زوج مشهور در مه ۲۰۱۶ از هم جدا شدند. اَمبر هرد تقاضای طلاق داد و همسرش را به خشونت خانگی متهم کرد. این بازیگر گفته‌هایش را در دادگاه هم تأیید کرد. پزشکی قانونی هم گواهی داد که اَمبر کتک خورده‌است. پیغام گیر تلفن و مکالمات تلفنی نشان می‌داد که اَمبر از دوستان و اورژانس تقاضای کمک کرده و در همان لحظه فریاد و تهدیدهای همسرش در زیرزمین نیز به گوش می‌رسید.
دادگاه با مدارک کافی گفته‌های او را تأیید کرد و حکم طلاق صادر شد. همچنین دادگاه جانی دپ را از نزدیک شدن به همسرش محروم کرد.
اما پس از این اتهام شایعات بسیاری ایجاد شد. طرفداران جانی دپ نمی‌توانستند بپذیرند که او دست به خشونت خانگی بزند. کمپین‌های حمایت از دپ و متهم کردن اَمبر هرد در سراسر اینترنت ایجاد شدند. این طرفداران گفته‌های دوستان این بازیگر را باور کردند.
یکی از افرادی که گفته‌های اَمبر را دروغ می‌دانست ونسا پارادی بود که مجدداً رابطه‌اش را با جانی آغاز کرد. او معتقد بود که جانی هرگز به او یا فرزندانش توهین نکرد. اَمبر پس از طلاق غرامت و بخشی از اموال جانی را دریافت نمود که شامل ۶٬۸ میلیون دلار غرامت، خودروی Range Rover ۲۰۱۵ و فورد Mustang ۱۹۶۸ اوست.
طرفداران گفته‌های دادگاه مبنی بر شواهد اَمبر، گفته‌های دوستان یا خانواده یا اخبار رسانه‌ها مبنی بر اعتیاد جانی به الکل یا مواد مخدر را قبول نداشتند. اما رسانه‌ها به موضوعات مرتبط با خشونت خانگی علاقه دارند و مسائل مربوط به آن را دنبال می‌کنند. اگر مردم نتوانند گفته‌های یک ستاره را در این باره باور کنند بنابراین یک زن معمولی که با خشونت خانگی رو به رو شده برای اثبات آن شرایط سخت‌تری دارد.
اَمبر هرد قول داد که این خسارت دریافتی را به سازمان‌های خیریه کمک به زنان و کودکان طلاق صرف کند، اما رسانه‌ها اخباری در این باره منتشر نکردند.
طبق اخبار رسیده کمپانی برادران وارنر در حال تصمیم‌گیری برای حذف یا حداقل کم کردن شخصیت «مرا» با بازی اَمبر هرد از فیلم «آکوامن ۲» است. با وجود این گفته‌ها هنوز هیچ چیز در این باره قطعی نشده‌است.
برخی منابع پیش تر مدعی شده بودند کاراکتر اَمبر هرد ممکن است حتی توسط امیلیا کلارک ستاره سریال «بازی تاج و تخت» نیز جایگزین شود.
این خبر مدتهاست در محافل سینمایی می‌چرخد با این حال این روزها کمپانی وارنر در حال بررسی جدی تر این موضوع است. کمپانی وارنر این تصمیم را به دنبال حاشیه‌های اخیر پیش آمده برای اَمبر هرد در قضیه رابطه اش با جانی دپ عملی می‌کند.
گفته می‌شود در چند مدت گذشته بیش از ۴ میلیون نفر برای تغییر اَمبر هرد که متهم به آزار و اذیت جانی دپ است، درخواستی را مبنی بر بیرون کردن این بازیگر از پروژه «آکوامن ۲» امضا کرده‌اند.

## جوایز و نامزد
| سال  | دلیل               | واقعه                            | جایزه                                  | نتیجه    |
| ---- | ------------------ | -------------------------------- | -------------------------------------- | -------- |
| ۲۰۰۸ | خودش               | جایزه هالیوود جوان               | جایزه عملکرد دستیابی به موفقیت         | برنده    |
| ۲۰۰۹ | سرزمین زامبی‌ها     | جوایز انجمن منتقدان فیلم دیترویت | بهترین بازی گروهی                      | نامزدشده |
| ۲۰۱۰ | خودش               | جایزه سینمایی ام‌تی‌وی             | بهترین ترسناک به عنوان اجرای سنت       | نامزدشده |
| ۲۰۱۰ | خودش               | جشنواره بین‌المللی فیلم دالاس     | جایزه ستاره دالاس                      | برنده    |
| ۲۰۱۱ | خاطرات عجیب و غریب | جشنواره فیلم هالیوود             | جایزه ویژه                             | برنده    |
| ۲۰۱۹ | آکوامن             | جایزه ساترن                      | بهترین بازیگر نقش مکمل زن              | نامزدشده |
| ۲۰۱۹ | آکوامن             | جوایز برگزیده نوجوانان           | بهترین بازیگر زن در فیلم‌های علمی تخیلی | نامزدشده |

## فیلم‌شناسی

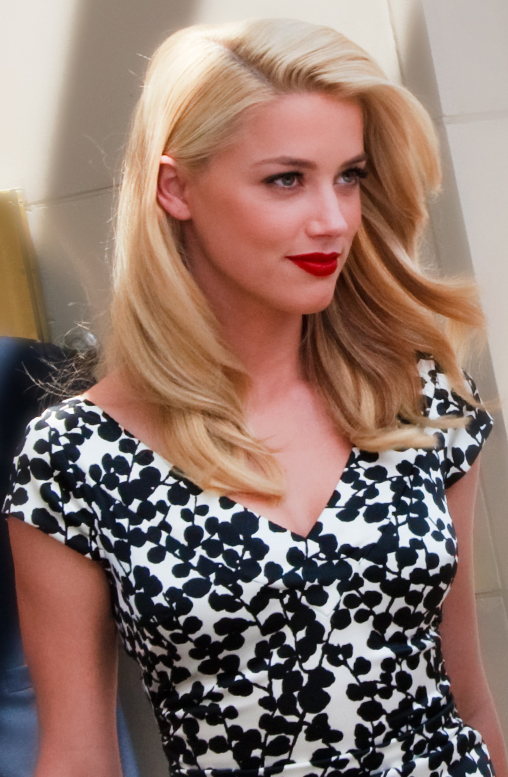
آمبر هرد در سال ۲۰۰۹ در جشنواره بین‌المللی فیلم تورنتو

| سال  | فیلم                        | نقش             | توضیحات    |
| ---- | --------------------------- | --------------- | ---------- |
| ۲۰۰۴ | چراغ‌های جمعه‌شب              | ماریا           |            |
| ۲۰۰۵ | سمت اف اکس                  | شای             |            |
| ۲۰۰۵ | قطره مرده سکسی              | کندی            |            |
| ۲۰۰۵ | سرزمین شمالی                | جوانی جوزی ایمز |            |
| ۲۰۰۶ | قیمت پرداخت                 | تریش            |            |
| ۲۰۰۶ | آلفا داگ                    | آلما            |            |
| ۲۰۰۶ | همه پسران عاشق ماندی لین    | ماندی لین       |            |
| ۲۰۰۷ | چرخش                        | اَمبر            |            |
| ۲۰۰۷ | ۷۳ روز با سارا              | مری             | فیلم کوتاه |
| ۲۰۰۷ | به یاد داشته باشید به خیرگی | ژولیت           |            |
| ۲۰۰۸ | عقب‌نشینی هرگز               | باخا میلر       |            |
| ۲۰۰۸ | پاین‌اپل اکسپرس              | انجی اندرسون    |            |
| ۲۰۰۸ | خبرچینان                    | کریستی          |            |
| ۲۰۰۹ | کشنده                       | نیکی            |            |
| ۲۰۰۹ | جونزها                      | جنی جونز        |            |
| ۲۰۰۹ | سرزمین زامبی‌ها              | ۴۰۶             |            |
| ۲۰۰۹ | ناپدری                      | کلی پورتر       |            |
| ۲۰۱۰ | و به زودی تاریکی            | استفانی         | تهیه‌کننده  |
| ۲۰۱۰ | چرا رودخانه                 | ادی             |            |
| ۲۰۱۰ | نگهبان                      | کریستن          |            |
| ۲۰۱۱ | رانندگی جنون                | پیپر            |            |
| ۲۰۱۱ | خاطرات عجیب و غریب          | چنائولت         |            |
| ۲۰۱۳ | پارانویا                    | اما جنینگز      |            |
| ۲۰۱۳ | شربت                        | سیکس            |            |
| ۲۰۱۳ | ماچته می‌کشد                 | میس سان آنتونیو |            |
| ۲۰۱۴ | ۳ روز برای کشتن             | مأمور ویوی      |            |
| ۲۰۱۵ | یک بار دیگر                 | جود             |            |
| ۲۰۱۵ | خاطرات آدرال                | لانا ادموند     |            |
| ۲۰۱۵ | مایک جادویی ایکس‌ایکس‌ال      | زو              |            |
| ۲۰۱۵ | دختر دانمارکی               | اولاً پالسون     |            |
| ۲۰۱۷ | لیگ عدالت                   | مرا             |            |
| ۲۰۱۸ | بوی او                      | زلدا            |            |
| ۲۰۱۸ | کشتزارهای لندن              | نیکلا سیکس      |            |
| ۲۰۱۸ | آکوآمن                      | مرا             |            |
| ۲۰۱۹ | گلی                         | جویس            |            |
| ۲۰۲۱ | لیگ عدالت زک اسنایدر        | مرا             |            |
| ۲۰۲۲ | آکوامن و پادشاهی گم‌شده      | مرا             | فیلم‌برداری |

### سریال‌ها
| سال  | سریال            | نقش           | فصل‌ها                                                                               |
| ---- | ---------------- | ------------- | ----------------------------------------------------------------------------------- |
| ۲۰۰۴ | جک و بابی        | لیز           | ۱×۰۱ – "خلبان"                                                                      |
| ۲۰۰۴ | The Mountain     | رایلی         | ۱×۰۸ – "بخشی از راک"                                                                |
| ۲۰۰۵ | او. سی           | دختر فروش     | ۲×۱۵ – "Mallpisode"                                                                 |
| ۲۰۰۶ | ذهن‌های مجرم      | لیلا آرچر     | ۱×۱۸ – "تماشای یک آدم"                                                              |
| ۲۰۰۷ | کالیفرنیکیشن     | آمبر          | ۱×۰۸ب                                                                               |
| ۲۰۰۷ | نخل‌های پنهان     | گرتا ماتیوز   | قسمت ۸                                                                              |
| ۲۰۱۱ | تخت گاز          | خودش          | ۱۶×۰۵                                                                               |
| ۲۰۱۱ | The Playboy Club | Bunny Maureen | 7 episodes (4 unaired) Source confirmed to be Laura Benanti by her official website |

## رتبه‌بندی مجله‌ها
| سال  | نام مجله                        | رتبه |
| ---- | ------------------------------- | ---- |
| ۲۰۰۸ | FHM's 100 Sexiest Women of ۲۰۰۸ | #۹۰  |
| ۲۰۰۸ | Maxim's Hot 100 Women 2008      | #۲۱  |
| ۲۰۰۹ | FHM's 100 Sexiest Women of ۲۰۰۹ | #۳۱  |
| ۲۰۰۹ | Maxim's Hot 100 Women 2009      | #۵۶  |
| ۲۰۱۰ | FHM's 100 Sexiest Women of ۲۰۱۰ | #۲۵  |
| ۲۰۱۰ | Maxim's Hot 100 Women 2010      | #۱۳  |
| ۲۰۱۱ | FHM's 100 Sexiest Women of ۲۰۱۱ | #۳۴  |
| ۲۰۱۲ | Maxim's Hot 100 Women 2012      | #۵۳  |